# 1300 капралов
1300 капралов (серб. 1300 каплара) — собирательное название отряда младших офицеров армии Королевства Сербия, в годы Первой мировой войны отправленных на помощь 1-й сербской армии в битву при Колубаре. В его состав входили потенциально будущие командиры сербских воинских частей.

## Предыстория
После начала Первой мировой войны очень многие школьники и студенты училищ в Сербии вынуждены были прекратить обучение и отправиться в штаб верховного командования для распределения по подразделениям. Некоторые из добровольцев попали в военную школу в Скопье, где и начали обучаться военному делу. Учебный план не предполагал участие курсантов в боевых действиях и какую-либо поддержку.

## Участие в битве при Колубаре
2 декабря австро-венгерские войска вошли в Белград, будучи уверенными в том, что Сербия скоро подпишет капитуляцию и будет выведена из игры. Сербская армия отступала, находясь в состоянии почти полной деморализации и не надеясь на помощь союзников из Антанты. Австро-венгерские солдаты в течение всего дня грабили город и занимались насилием в отношении гражданских жителей: они были уверены, что скоро займут и Ниш, и Крагуевац.
С юга на 16-й корпус в направлении Пожега-Ужице и с севера на 15-й корпус в направлении Сувобор 3 декабря сербская армия под командованием Живоина Мишича и Радомира Путника перешла в наступление. Нехватку в живой силе сербы восполнили теми самыми 1300 курсантами военных школ, срочно переброшенными из Скопье: при поступлении эти юноши получили звание капралов, благодаря чему и стали известны под этим прозвищем. В боях при Колубаре погибло около 400 молодых добровольцев, однако сербы сумели одолеть австро-венгров и отбить Белград. Победа при Колубаре стала одной из крупнейших и важнейших побед Сербии в Первой мировой войне

## Память
В культуре Сербии 1300 капралов представляют собой символ жертвы во имя свободы родины и народа, вследствие чего их память была увековечена во многих городах: в Белграде, Баня-Луке и ряде городов Шумадии есть Улицы 1300 капралов. В Белграде их имя носит школа, а на горе Раяц воздвигнут памятник.
Также некогда существовало Объединение 1300 капралов (серб. Удружење 1300 каплара), в которое входили пережившие войну юные призывники из Скопье, однако со смертью последнего их члена и председателя общества Тадии Пейовича (1892—1982) прекратило существование.